# Бартошице
Бартошице (пољ. Bartoszyce) - је град у Пољској и средиште истоимене општине у северном делу варминско мазуријског војводства.

## Историја
Крсташи су на месту данашњег графа Бартошице око 1240. године саградили камени замак око кога се убрзо створило насеље. Пољаци су се у знатном броју населили у месту од 14. до 17. века. Пољаци у граду користили су пољска имена Бартошице и Барштин. Градски управник Теутонског реда, Хенинг Шиндекопф из Балге, започео је изградњу зида око града 1353. године. Године 1440. град се придружио анти-Теутонској пруској конфедерацији, на чији захтев је пољски краљ Казимир IV Јагелонац 1454. припојио регион и град Краљевини Пољској. Након мировног споразума потписаног у Торуњу 1466. године, град је постао део Пољске као феуд државе Теутонског реда.
Град је први пут ушао у састав пољске државе 1525. године. Током Наполеонових ратова, Пруска и Руско царство су 26. априла 1807. у граду потписале споразум о савезу, Уговор из Бартенштајна. Административна реформа након Наполеонових ратова ставила је Бартенштајн у Источну Пруску 1818. године. Град је био подвргнут политици германизације, и иако је место пољског проповедника још увек постојало 1829. године, именовани проповедник није говорио пољски.
Бартошице је 1933. године имало 8 717 становника а, 1939. већ 11 268. Током Другог светског рата, град је 50% уништен у борбама између немачких снага и совјетске Црвене армије. Након немачке предаје, Совјети су 15. јуна 1945. свечано пренели суверенитет над градом на пољске власти.

## Демографија
| 2021.  |
| ------ |
| 22.597 |

## Атракције
- фрагменти градских бедема из XIV века
- Готска црква из друге половине XIV века
- Готска црква из XV века
- град је локација сцене из романа „Рат и мир“ Лава Толстоја[11]

## Саобраћај
У граду се укрштају регонални путеви:
- 51 правац Олштинек-Олштин-Бартошице-Безледи
- 512 правац Горово Илавецкје-Пјењенжно
- 592 правац Кентшин-Гижицко

Бартошице је повезано железничком пругом са следећим градовима у Пољској:
- Бартошице-Безледи
- Бартошице-Корше
- Бартошице-Лидзбарк Вармињски

## Партнерски градови
- Нинбург
- Багратионовск